# Ignaz Kirchner
Ignaz Kirchner, eigentlich Hanns-Peter Kirchner-Wierichs (* 13. Juli 1946 in Wuppertal; † 26. September 2018 in Bremen) war ein deutscher Schauspieler.

## Bühnenkarriere
Kirchner wuchs als Sohn homosexueller Eltern auf. Nach dem Besuch des Jesuiten-Internats Stella Matutina zu Feldkirch (in Vorarlberg, Österreich) absolvierte Kirchner zunächst eine Buchhändlerlehre und erhielt anschließend an der Schauspielschule Bochum seine Schauspielausbildung. Seine erste Rolle bekam er 1970 noch als Student, er spielte als Peter Kirchner in Alfred Kirchners Vitrac-Inszenierung Der Coup von Trafalgar. Als Künstlernamen wählte er danach jenen des Ignatius von Loyola. Sein erstes Fest-Engagement trat er 1970 im Theater Bonn an. In den Jahren 1973 und 1974 wirkte er an der Freien Volksbühne Berlin in zwei Inszenierungen von Wilfried Minks mit. 1974 holte ihn Claus Peymann nach Stuttgart. Bis 1977 gehörte er zum dortigen Ensemble, dann wechselte er ans Schauspiel Frankfurt und von da ein Jahr später ans Theater Bremen, wo er 1980 als Hamlet unter Regie von Jürgen Gosch und dem Schauspieldirektor Frank-Patrick Steckel seinen dortigen größten Erfolg hatte.
Zwischen 1982 und 1986 war er Ensemblemitglied der Münchner Kammerspiele, wo er unter anderem mit Dieter Dorn, Ernst Wendt und Thomas Langhoff arbeitete. Hier lernte er auch George Tabori kennen, mit dem er später am Wiener Burgtheater eng zusammenarbeitete. In der Saison 1983/84 spielte er am Kölner Schauspielhaus, unter anderem den Fürsten in Marivaux’ Der Streit unter Regie von Benjamin Korn, Lopachin in Tschechows Der Kirschgarten unter Regie von Jürgen Flimm und Estragon in Becketts Warten auf Godot unter Regie von Gosch.
1987 wurde er unter der Intendanz von Claus Peymann zum ersten Mal Ensemblemitglied des Wiener Burgtheaters. Seine erste Rolle war Schlomo Herzl in George Taboris Uraufführung Mein Kampf. Weitere wichtige Rollen waren unter anderem 1988 die Titelrolle in Sophokles/Müllers Ödipus, Tyrann unter der Regie von Matthias Langhoff, im selben Jahr der Antonio in Shakespeares Der Kaufmann von Venedig und 1990 als Doktor Lvov in Tschechows Iwanow mit Regisseur Peter Zadek. Ebenfalls 1990 spielte er den Jago in Shakespeares Othello wieder unter Tabori und 1992 Macduff in Shakespeares Macbeth (Regie: Peymann). 1991 wurde er als Goldberg in Taboris Goldberg Variationen zusammen mit Gert Voss von der Zeitschrift Theater heute zum Schauspielerpaar des Jahres gewählt. Seine Soloprogramme wie Wilhelm Reichs Rede an den kleinen Mann und Robert Walser in Fortsetzungen wurden auch große Erfolge, seit 2010 las er am Burgtheater aus dem Buch der Unruhe von Fernando Pessoa.
In der Saison 1992/93 wechselte er an das Deutsche Theater Berlin, wo er unter anderem 1992 unter Regie von Thomas Langhoff in Ostrowskis Der Wald und 1993 unter Gosch wieder als Sosias in Kleists Amphitryon mitwirkte. Anschließend kam er zum Hamburger Thalia Theater, wo er 1995 den Arzt in Schnitzlers Das weite Land unter Regie von Jürgen Flimm spielte und 1996 Zettel in Shakespeares Ein Mittsommernachtstraum mit dem Regisseur Jens-Daniel Herzog und die Titelrolle in Molières Tartuffe erneut unter Flimm spielte.
Ab 1997 war Kirchner wieder Ensemblemitglied des Wiener Burgtheaters. Seine wichtigsten Rollen der letzten Jahre waren unter anderem 1998 Clov in Becketts Fin de Partie (Regie: George Tabori, eingeladen zum Berliner Theatertreffen), 1999 Schigolch in Lulu von Frank Wedekind (Regie: Andreas Kriegenburg), 2000 Solange in Jean Genets Die Zofen (Regisseure: Ignaz Kirchner, Gert und Ursula Voss), ebenfalls 2000 Dr. Dorn in Tschechows Die Möwe mit Regisseur Luc Bondy. 2001 folgten der Sandperger in Karl Schönherrs Glaube und Heimat (Regie: Martin Kušej) und die Rolle eines Aufsehers und eines Polizisten in Koltès Roberto Zucco (Regie: Klaus Michael Grüber). 2002 spielte er Uta-Napishti in der Uraufführung von Raoul Schrotts Gilgamesh (Regie: Theu Boermans, 2002) und den Richard in der österreichischen Erstaufführung von Thomas Bernhards Elisabeth II. (Regie: Thomas Langhoff). Er hatte auch wieder Soloprogramme wie Der Spaziergang von Robert Walser, die Thomas Bernhard-Lesung Der Stimmenimitator und Minetti. Vor allem seine Auftritte mit Gert Voss sind legendär. Seit 2005 spielte er in der Burgtheater-Produktion Der Anatom von Klaus Pohl im Anatomischen Saal der Bildenden Künste die Solorolle des Stückes. In Der Kirschgarten unter Regie von Andrea Breth als Diener Firs und als Hermann, der Fahrer, in Lukas Bärfuss Der Bus – Das Zeug einer Heiligen war er anschließend zu sehen. Bei den Salzburger Festspielen übernahm er 2007 die Rolle des Samiel in der Freischütz-Inszenierung von Falk Richter.
Kirchner trat am Wiener Burgtheater in zahlreichen Stücken als Komikerduo mit Gert Voss auf, etwa in der schwarzen Komödie von George Tabori Goldberg-Variationen (1991) oder in Neil Simons Die Sunshine Boys (2003), aber auch in Samuel Becketts Endspiel und in Jean Genets Die Zofen. Begonnen hatte ihr gemeinsames Auftreten in klassischen Stücken wie Shakespeares Der Kaufmann von Venedig (Shylock/Antonio) und Othello (Othello/Jago). „Wie Shylock und Antonio, wie Othello und Jago sind auch Mr. Jay und Goldberg ein sadomasochistisches Männerpaar – eine Kombination wie Herr und Knecht, Vater und Sohn, Laurel und Hardy.“ (Theater Heute, August 1991).
2011 war Kirchner am Burgtheater u. a. als Pozzo in Warten auf Godot (Regie: Matthias Hartmann) zu sehen sowie als Fürst Bolkonskyi in Krieg und Frieden, einer Dramatisierung des Tolstoi-Romans. Für diese Rolle wurde er auch als „Beste Hauptrolle“ für den Nestroy-Preis 2010 nominiert. 2012–2014 arbeitete er mit René Pollesch, Frank Castorf, Jan Bosse und Antú Romero Nunes weiter am Burgtheater. Dort las er auch Robert Musils Mann ohne Eigenschaften in Fortsetzungen.
Kirchner starb im September 2018 im Alter von 72 Jahren an den Folgen eines Anfang April erlittenen Schlaganfalls.

## Filmografie (Auswahl)
- 1976: Die Brüder (Regie Wolf Gremm)
- 1995: Männerpension (Regie Detlev Buck)
- 1999: Sonnenallee (Regie Leander Haußmann)
- 1999: Zimmer mit Frühstück (Regie Michael Verhoeven)
- 2002: Die Wasserfälle von Slunj (Regie Peter Patzak)
- 2005: Kabale und Liebe
- 2005: NVA (Regie Leander Haußmann)
- 2007: Teufelsbraten (Regie Hermine Huntgeburth)
- 2009: Dinosaurier – Gegen uns seht ihr alt aus! (Regie Leander Haußmann)

## Theater
- 1992: Alexander Ostrowski: Der Wald (Arkadi Frosinski) – Regie: Thomas Langhoff   (Deutsches Theater Berlin)

## Auszeichnungen
- 1991 – Für seinen Jago in Othello Josef-Kainz-Medaille der Stadt Wien.
- 1992 – Wahl zum Schauspieler des Jahres (zusammen mit Gert Voss)
- 1998 – Wahl zum Schauspieler des Jahres
- 2001 – Nestroy-Nominierung für die Beste Nebenrolle
- 2004 – Silbernes Ehrenzeichen für Verdienste um das Land Wien
- 2008 – Kammerschauspieler
- 2010 – Nominierung Nestroy-Theaterpreis für die Beste Hauptrolle